# Thamnobryum rudolphianum
Thamnobryum rudolphianum Mastracci é um musgo pleurocárpico.